# Międzynarodowy Festiwal „Chopin w barwach jesieni”
Międzynarodowy Festiwal „Chopin w barwach jesieni” – jeden z dwóch polskich (obok Dusznik-Zdroju) festiwali chopinowskich. Rangę festiwalu podkreśla obecność najwybitniejszych polskich i zagranicznych pianistów. Organizatorem festiwalu jest Centrum Kultury i Sztuki w Kaliszu.
Koncerty odbywają się w pałacu myśliwskim książąt Radziwiłłów w Antoninie, koncert inauguracyjny w Ostrowie Wielkopolskim. Organizatorami byli m.in. Kazimierz Pussak (wieloletni dyrektor) i Jerzy Waldorff.
Festiwal upamiętnia wizyty Fryderyka Chopina w antonińskim majątku księcia Antoniego Henryka Radziwiłła. Pierwszy koncert (jako Dni Chopinowskie) odbył się w roku 1982 w 155. rocznicę pierwszej z wizyt.
Festiwalowi towarzyszą: Międzynarodowa Wystawa Ekslibrisu Muzycznego w Antoninie i w Ostrowie oraz Konkurs Chopinowski w Antoninie.